# Негропонтська сеньйорія
Негропонтська сеньйорія (італ. Signoria di Negroponte), також Негропонте, Негропонт — держава хрестоносців і венеційське володіння, що займало — частково або повністю — острів Евбея в Егейському морі.

## Історія

Негропонтська сенйорія в 1210 р (рудим)

Утворена у 1204 році після падіння Константинополя фессалонікським королем Боніфацієм Монферратським, якому Евбея дісталася під час розподілу візантійських володінь. Боніфацій передав острів як особистий феод фламандскому лицарю Жаку д'Авену. Після смерті Авена Евбея була розподілена між трьома веронськими баронами, один з яких, Равано далле Карчері невдовзі об'єднав острів під своєю владою і уклав у 1209 році договір про перехід «Сеньйорії Негропонте» під венеційський протекторат. Столиця острова — Халкіда, яку італійці на свій лад називали Негропонте (італ. Negroponte, «чорний міст», звідси й назва всієї держави) перейшла під безпосередню владу Венеції.

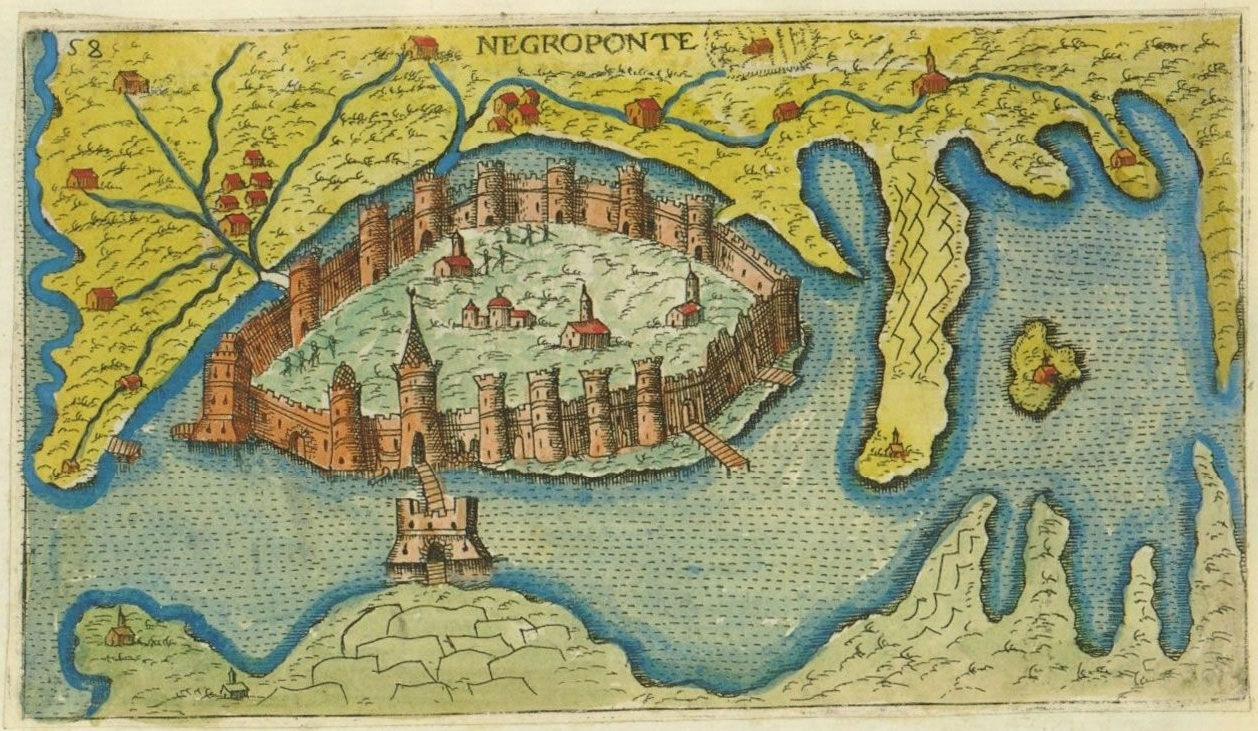
Негропонте (Халкіда) на венеційській мапі 1597 року

Італійські й інші західноєвропейські мігранти складали у сеньйорії панівну верству населення, греки були перетворені на залежних селян.
У 1276—1277 роках візантійська армія на чолі з італійським ренегатом Лікаріо (Ікаріосом) повернула майже всю Евбею під владу Візантії і в руках венеційців залишилася лише місто Негропонте (сучасна Халкіда), проте до 1296 року візантійці були знову витіснені з острова. Постійні війни спустошили сеньйорію, селяни скаржилися венеційській адміністрації на занепад іригаційної системи, натомість влада дозволила переселитися на острів валахам і арнаутам, аби вони могли випасати на занедбаних ділянках землі свою худобу.
Османи вперше захопили і пограбували місто Негропонте в 1415 році, але в наступному році слабкий османський флот зазнав нищівної поразки від венеційської флотилії в битві при Галліполі.
12 липня 1470 року, під час Першої османсько-венеційської війни османська армія на чолі з султаном Мехметом Завойовником після важкої, майже місячної облоги захопила Негропонте і винищила майже усе його населення. Після захоплення острів перейшов під пряме управління османів, які залишили на ньому свою залогу і Сеньйорія Негропонте припинила своє існування.
Назва «Негропонт» й досі вживається в туристичній сфері острову (назви готелів, ресторанів, сувенірів і т. д.)